# 四五式十五糎加農砲
四五式十五糎加農砲は、明治末から大正初期に大日本帝国陸軍が設計開発した重砲（攻城砲）である。制式には四五式十五糎加農と記載された。

## 概要
本砲は四五式二十糎榴弾砲の次に開発された重砲である。日露戦争の戦訓から、堅固な野戦築城陣地の攻撃・防御用、海岸防衛を企図して設計された。また強固な目標の撃破、遠距離からの人馬の殺傷を目標とし、大威力が追求されている。移動には車輌・人馬を使用して運搬できることが必要とされた。開発当初、復座機にバネ式を採用したが、後、空気式復座機に換装された。後座長は1.2mである。初速800m/sを発揮するが、高初速であることから砲身内部の傷みが早く、約1,000発の射撃で焼蝕が発生した。このため通常の演習では減装薬を装填した。また分解輸送のために運搬車を制定した。これらは二十糎榴弾砲の経験を取り入れたものである。開発から四年半で完成に至った。戦歴としては青島攻囲戦から太平洋戦争まで使用された。
本砲の制式制定に関し、大正元年（1912年）12月5日、陸普第一三一九号により上奏の件が通達された。12月9日、制定に関し異存のないことを参謀総長が回答している。

## 構造
設計としては近代的な火砲で、砲身に駐退復座装置と防楯を装備し、砲床に設置される後退復座式火砲である。本砲は砲床を要し固定配置されるもので、野砲のような機動力の要素はない。
砲身は口径149.1mm、砲身長7.515m、50口径である。砲身前半は2層構造、後半は3層構造となっている。施条は右転、傾度は6度等斉で条数は40条である。撃発機が内蔵された砲尾の閉鎖機は螺式（ネジの切られた砲尾を薬室後端と噛み合わせて閉鎖する）構造を持っており、この砲尾は一挙動で開閉が可能だった。撃発装置は閉鎖機が完全に閉鎖しない限り作動せず、また安全装置が装備されて不慮の撃発を防いだ。撃発装置には拉縄（らじょう）が取り付けられ、この長く伸ばされた縄を引くことで撃針を作動させる。発砲後、閉鎖機を開くと、開放の際にカムが働き、エキストラクターの爪がレバーの作用で空薬莢の起縁部を押し出し、薬莢が引き抜かれる。薬室は抽筒しやすいように、5/1000のテーパーがわずかにつけられている。
揺架により砲身と砲架を接続、また揺架上部中央に駐退機の収められた筒が装備された。復座機は駐退機筒の左右に一組ずつ配置された。駐退は水圧作動、複座は空気圧で作動する。砲を射撃すると砲身が後退し、これと連動して駐退機内部の小穴の設けられたシャフトが後退、液体が小穴を介して前方へ流入し後退の圧力を減殺した。
復座装置は液体を入れた喞筒（しょくとう）と、その上部に並置され、交通穴で接続された空気缶で構成されている。復座機能は以下のように発揮された。まず発砲時に喞筒内部のシャフトが砲身と連動して後退、内部の液体が押され、交通穴を経て空気缶内へ空気が入り込み、圧縮される。砲身の後退が終了すると圧縮空気が液体を押し戻し、喞筒内部のシャフトを押し返して砲身を定位置へ復座させた。
砲架は上部構造物と接続して左右への旋回および俯仰を可能とした。野砲と異なり砲架は開脚式ではなく、架匡（かきょう）を介して砲床に固定する円筒体型式である。砲架には防楯が装備された。装甲厚は上部6mm、前面側面などの周辺部分が10mmである。防御能力は砲員の弾片保護程度を目的とした。
架匡は鋼鉄製で、形状は円錐形から頂部を除いた台である。下部は砲床と連結する。上部は旋回用の軌条が設けられており、砲が旋回できるようになっている。
砲床は地中に埋設される。形状は皿形で、鋼製のフレームを組み合わせて構成された。砲床は、発砲の衝撃を受け止め得る面積と重量を持つ。
照準には砲右側に取り付けられた高低照準器と砲左側に取り付けられた方向照準器を使用した。この照準機はハンドルでウォームギヤを回転させて砲身を上下左右させる操砲機構であり、俯仰はマイナス8度からプラス30度、方向射界は360度全周旋回が可能である。観準儀は方向照準を担当する照準器であり、頂部に観測用の眼鏡が付くほか、射撃データは角度板、弧板、指針で表示された。高低照準は距離板と指針でデータが表示された。ほかに象限儀、目標の高低位置の修正装置、砲床の傾斜角修正装置が付属した。
当初用意された砲弾の種類は榴散弾と破甲榴弾である。薬筒には黄銅製薬莢を採用し、無煙火薬を収容した全備重量は31.8kgである
- 榴散弾 全備弾量45kg、弾子1,135個を内蔵。複動信管を装備した。
- 破甲榴弾 全備弾量45kg、炸薬に黄色薬を使用。着発弾底信管を装備。

後に以下の砲弾が使用された。
- 九三式榴弾 全備弾量40.6kg、炸薬量7.77kg、威力半径は60m。
- 九三式尖鋭弾 全備弾量40.2kg、炸薬量5.47kg、威力半径は38m。

## 性能
当初の性能は初速800m、最大射程15,000mであった。
明治45年（1912年）7月26日から8月12日、富士裾野演習場にて射撃試験が永久陣地に対して行われた。明治41年（1908年）8月27日竣工した試験用陣地は狐塚永久堡塁と名付けられた。目標として戦利品の75mm野砲2門を砲座内に据砲し、ほか観測所一箇所を設けた。射撃条件は射程4,280m、射撃陣地の標高490m、砲の初速800m/s、弾着点での存速は544m/sである。ある一発の破甲榴弾は命中威力により縦3.4m、横3.4m、深さ0.73mのクレーターを作った。また鉄条網内で炸裂した榴弾は約4m内の障害を排除した。
8月4日の射撃では目標観測所に15発中2発を直撃させ、大破させた。上部掩蓋として積まれた土塁は全て吹き飛ばされ、骨組みとして密に組まれた鋼製鉄道用レール37箇所が破断した。金質の不良が疑われたため、フレームに用いた鉄道用レールを検査したところ、品質の劣る極軟鋼であることが判明した。
また並置された75mm野砲に対し左の1門へ破甲榴弾を命中させた。左側砲耳を粉砕、付近の高低照準器がなくなり、砲身が後退し砲尾が地上に着いた。重量218kgの防楯上板は約30m右方へ、重量242kgの左側板は80m左方へ吹き飛ばされた。右のもう1門は直撃により右側板を貫通、50cmの裂孔を作った他は大きな損害はなかった。結果、破甲榴弾一発の命中で容易に破壊できると結論された。射撃精度は良好だった。命中は12発中2発である。

## 砲の据付けと撤去作業
運搬には砲を分解し、初期には16両、改良後は12両の運搬車に積載した。砲身、揺架、砲架と架匡、砲床、これらからなる火砲総重量は32tに及んだが、最も重量がかさんだものは砲床で、重量約18tに達した。運搬の動力は軍馬による繋駕、または人力である。据付け、撤去には起重機が用意された。

## 派生型
本砲の派生型には以下のような砲が存在する。
- 改造固定式
  - 昭和8年（1933年）3月30日に陸軍省兵器局が改造を決定、9月に設計完了。昭和9年（1934年）5月に砲が竣工、試験を経て制定された[39]。制定は昭和10年（1935年）である[40]。最大射程を増すため、砲身をプラス43度まで仰起できるよう改造を加えた。要塞の固定砲床に設置され、東京湾要塞、下関大島砲台、対馬郷岬砲台、津軽白神岬砲台ほかに配備された[38]。配備数は下関要塞に8門、壱岐要塞に12門、対馬要塞に18門、釜山要塞に8門である[41]。
- 七年式十五糎加農砲
- 九〇式十五糎加農砲
- 試製十五糎連装加農砲
  - 海岸砲台で、地形の制約で15cm単装加農砲の並列または梯形配置が困難な箇所への設置を目的に開発[42]。四五式十五糎加農砲を連装とし、防楯を設けたもの[42]。固定砲床式で、重量45t[42]。昭和13年（1938年）に対馬要塞豆酸崎砲台に、翌年に下関要塞沖ノ島砲台に、それぞれ2基4門ずつを設置[42]。